# Carex patagonica
Carex patagonica är en halvgräsart som beskrevs av Carlos Luis Spegazzini. Carex patagonica ingår i släktet starrar, och familjen halvgräs. Inga underarter finns listade i Catalogue of Life.